# 문명 (당)
문명(文明, 684년 2월 ~ 9월)은 당나라(唐) 예종(睿宗) 이단(李旦)의 첫번째 연호이자 측천무후(則天武后) 섭정 시기의 연호이다. 약 8개월 동안 사용하였다.
이 연호가 사용된 시기는 예종의 모후인 측천무후(무측천)이 조정에 임해 칭제하면서 실권을 장악하고 있었던 시기와 겹치며 때문에 당 예종의 연호로써라기보다는 측천무후의 연호로 간주된다.
문명 연호가 사용된 지 8개월이 지난 서기 684년 음력 9월 초닷새(양력 10월 18일) 측천무후는 자신의 이름으로 천하에 칙령을 반포하고 연호를 광택으로 고쳤으며 관제와 기치, 의복 등을 고쳤다. 이때 문명 연호도 함께 폐지되었다. 문명 연호의 폐지와 광택 연호의 선포는 측천무후가 주도하는 하나의 새로운 시대가 개막되었음을 상징하는 사건이었다.

## 개원
- 사성(嗣聖) 원년 2월 7일[3](684년 2월 27일)에 연호를 문명(文明)으로 개원함.[4][5][6][7][8]

- 문명(文明) 원년 9월 6일[9](684년 10월 19일)에 연호를 광택(光宅)으로 개원함.[4][5][6][7]

## 연호의 반포
사성(嗣聖) 원년 2월 초엿새 무오일(양력 684년 2월 26일), 태후 무씨가 중종을 폐하고 여릉왕(庐陵王)으로 삼았으며, 다음날인 사성 원년 2월 초이레 기미(양력 684년 2월 27일) 중종의 형제로 낙주목(洛州牧)을 겸하고 있던 예왕(豫王) 단(旦)을 새로운 황제로 옹립하였다(당 예종). 이후 크고 작은 정치는 모두 태후에 의해 결정되었으며, 황제인 예종은 별전에 거주할 뿐 조정의 정치에는 참예하지 못했다. 같은 날 천하에 크게 사면하고 연호를 문명(文明)으로 고쳤다.

## 주요 사건들

### 밀고 장려
당 예종이 즉위한 날(양력 684년 2월 27일) 당 중종의 폐위에 가담했던 비기(飛騎) 열 명 정도가 모여서 술 마시다가 그들 가운데 한 명이 "일찍이 우리가 세운 공에 대한 포상이 주어지지 않으니, 여릉왕을 섬기던 때만 못하구나(向知别无勳賞，不若奉廬陵)"라고 말했다. 다른 사람이 이를 듣고 그 자리를 벗어나 곧장 동도(낙양)의 황궁으로 가서 북쪽 궁문의 우림군(羽林軍) 주둔지에 와서 다른 사람들에게 알렸다. 술자리에 있던 병사들은 아직 자리를 파하지 않고 있다가 모두 출동한 우림군 병사들에게 체포되어 우림군 감옥에 갇혔다. 말을 처음 꺼낸 병사는 참수되었고, 나머지 사람들은 알고도 알리지 않았다는 책임을 물어 교수형에 처해졌으며, 우림군에 이를 알렸던 사람만이 5품 관직을 받았다. 이후 세간에는 밀고 풍조가 퍼져나가기 시작했다(《자치통감》은 이 일을 사성 연간의 일로 기록하였으나 연대 착오가 있다).

### 폐제 세력에 대한 숙청
예종이 즉위한 다음날인 문명 원년 2월 초파일 경신(양력 2월 28일) 태후 무씨는 폐제의 맏아들이었던 황태손 중조(重照)를 폐서인시켰다. 이는 폐제 일가에 대한 신하와 백성들의 희망을 제거해버린 것이었다.
같은 날 측천무후는 서경부유수(西京副留守) 유인궤(刘仁轨)에게 서경(西京) 장안의 유수 업무를 전담할 것을 명하면서 전임 서경유수로 폐제 여릉왕의 둘째 아들 중복(重福)에게 유인궤의 원래 임무를 대신하게 하였다. 이때 태후가 유인궤에게 편지를 보냈는데, 그 편지에는 "한 고조 유방이 관중을 장악하고 소하에게 그곳의 관리 업무를 위임했던 전례에 따라 나 역시 그대에게 위임하고자 한다"는 내용이 들어 있었는데, 유인궤는 태후에 상소를 올려 자신이 나이가 많고 기력도 쇠해서 유수직을 감당할 수 없다며 물러날 것을 청하면서 한의 여태후가 정치를 그르쳐 패망을 초래한 일을 들어 무후에게 간언을 올렸다. 이에 무후는 조카인 비서감(秘書監) 무승사(武承嗣)를 보내 태후의 옥새가 찍힌 밀지를 가지고 가서 다시금 유인궤를 달랬다고 한다(《자치통감》).
또한 태후 무씨는 폐제의 부인인 위씨의 아버지인 전 예주자사(豫州刺史) 위현정(韋玄貞)을 흠주(钦州)로 유배해버렸다. 이로써 폐제의 외척 세력은 일소되었다. 같은 해 4월 22일 계유(양력 5월 11일) 태후는 폐제인 여릉왕을 동도에서 내쫓고 방주(房州)로 보내버렸으며, 4월 26일 정축(양력 5월 15일) 다시 균주(均州)로 옮기고, 예전 당 태종이 복왕(濮王) 태(泰)를 연금했던 저택에 가두어 버렸다. 이로써 폐제의 세력도 완전히 일소된다.

### 무후의 칭제(稱制)
문명 원년 2월 12일 갑자(양력 684년 3월 3일) 태후 무씨는 동도 황궁의 동쪽 편전인 무성전(武成殿)에 거하였고, 황제(아직 정식 책봉의식을 올리지는 않은 상태였다) 예종이 친왕과 국공 이하 대소 신료들을 거느리고 정식으로 태후 무씨에게 황태후(皇太后)라는 존호를 올렸다. 2월 15일 정묘(양력 3월 5일) 태후 무씨는 무성전 앞의 평대(平台) 위에서 조카인 예부상서 무승사를 보내 정식으로 예종을 황제로 책봉하는 의식을 거행하였다. 이로 해서 태후는 늘 자신전(紫宸殿)으로 와서 황제의 자리 위에 앉아 자리 앞에 주렴과 자색의 휘장을 치고 정식으로 조정에 임해 칭제를 행하였다. 이는 태후 무씨 자신이 당 고종 재위 시절 황후(당시에는 천후라 불렸다)의 자격으로 조정에 참예하던 것을 계승한 것이었지만, 이미 사실상의 '여성 황제'나 다름이 없었다.
2월 25일 정축(양력 3월 16일) 태후 무씨는 태상경(太常卿)、검교예왕부장사(檢校豫王府長史) 왕덕진(王德眞)을 시중(侍中)으로, 중서시랑 검교예왕부사마(檢校豫王府司馬) 유의지(劉祎之)를 동중서문하삼품으로 삼았다. 이들 두 사람은 예종이 황제로 즉위하기 전인 예왕 시절 왕부(王府)의 막료들을 통솔하던 자들이었고, 우선적으로 재상의 반열에 올랐다.
3월 초닷새 정해(양력 3월 26일) 태후는 기왕(杞王) 상금(上金)을 필왕(毕王), 파양왕(鄱陽王) 소절(素節)을 갈왕(葛王)으로 고쳐 봉했다. 4월 초열흘 신유(양력 4월 29일) 다시 필왕 상금을 택왕(澤王)으로 고쳐 봉하고 그를 소주자사(蘇州刺史)로 제수했으며, 갈왕 소절은 허왕(許王)으로 고쳐 봉하고 강주자사(绛州刺史)로 제수하였다.

### 폐태자 현을 죽이다
문명 원년 2월 초아흐레 신유(684년 2월 29일) 태후는 좌금오장군(左金吾將軍) 구신적(丘神勣)을 시켜, 앞서 파주(巴州)에 유배해 감시하던 자신의 둘째 아들인 폐태자 현(賢)의 저택(통칭 '파주 공관巴州公馆'이라 불리고 있었다)을 불시에 급습 포위했다. 파주에 당도한 구신적은 현을 잡아 파주 공관의 별실에 가두고 2월 27일 기묘(3월 28일) 그를 겁박해 자결로 몰아갔다(《자치통감》은 이 사건을 3월의 일로 기록하였는데 이는 현의 죽음이 동도에 보고된 시점일 가능성이 있다). 3월 16일 무술(양력 4월 6일) 태후 무씨는 백관들을 거느리고 현복문(顯福門)으로 나와서 현의 죽음을 애도하는 예를 거행하였으며, 구신적에게 현의 죽음에 대한 책임을 씌워 첩주자사(叠州刺史)로 내쳤다. 다음날인 문명 원년 3월 17일 기해(양력 684년 4월 7일), 태후 무씨는 조를 내려 죽은 황자 현을 옹왕(雍王)으로 추봉하였고, 구신적도 얼마 되지 않아 동도로 복귀해 좌금오장군으로 복직하였다.

## 연대 대조표
| 문명       | 원년       |
| 서기(西紀) | 684년      |
| 간지(干支) | 갑신(甲申) |

## 같이 보기
- 다른 왕조의 같은 연호
  - 일본(日本) 분메이(文明, 1469년 ~ 1487년)

- 중국의 연호 목록